# Pseudoneura prehensilis
Pseudoneura prehensilis là một loài rêu trong họ Aneuraceae. Loài này được Hook. f. & Taylor Schiffner mô tả khoa học đầu tiên năm 1889.